# ルイス・クー
ルイス・クー（古 天樂、 1970年10月21日 - ）は香港の俳優。

## プロフィール
1988年からカラオケ映像のモデルとして活動し、1993年にエージェントに入り、香港のテレビ局・TVBと契約して本格的に俳優として活動する。1994年に映画デビューし、1995年にはCDをリリースしたこともある。多くの作品に主演し、長らく「無冠の帝王」と呼ばれていたが、2018年の第37回香港アカデミー賞（香港電影金像奨）において、デビュー25年目にして初めて最優秀主演男優賞を獲得した。記憶障害があることを2013年の9月に明かした。ニックネームは古仔。

## 主な出演作品

### テレビドラマ
- 神鵰俠侶（1995）
- 尋秦記 タイムコップ B.C.250（2001）

### 映画

#### 1990年代
- 「野獣特捜隊」（Organized Crime & Triad Bureau 重案實録○記）(1994)
- 「玩火 On Fire」 (1996)（日本未公開）
- 「甜言蜜語」 (1997)（日本未公開）
- 「陰陽路」 (1997)（日本未公開）
- 「極度重犯」 (1998)（日本未公開）
- 「オーバー・サマー 爆裂刑事」（爆裂刑警 Bullets Over Summer）(1999)
- 「センチュリー・オブ・ザ・ドラゴン」（龍在邊縁 Century of the Dragon）(1999)

#### 2000年代
- 「特攻!BAD BOYS」（Badboy特攻 For Bad Boys Only）(2000)
- 「ゴッド・ギャンブラー 東京極道賭博」（中華賭侠 Conman in Tokyo）(2000)
- 「恋するブラジャー大作戦（仮）」（絶世好Bra La Brassiere）(2001)
- 「天上の剣」（蜀山傅 The Legend of ZU）(2001)
- 「ブラックマスク2」 (2002)（広東語吹き替え担当）
- 「絶世好B Mighty Baby」(2001)（日本未公開）
- 「アンディ・ラウの麻雀大将」（嚦咕嚦咕新年財 Fat Choi Spirit）(2002)
- 「忘れえぬ想い」（忘不了 Lost in Time）(2003)
- 「新世紀Mr.Boo! ホイさま カミさま ホトケさま」（鬼馬狂想曲 Fantasia）(2004)
- 「柔道龍虎房」（柔道龍虎榜 Throw Down）(2004)
- 「エレクション」（黑社會 Election）(2005)　※DVDタイトル「エレクション 〜黒社会〜」
- 「エレクション～死の報復～」 (2006)（黑社會 以和為貴 Election2）
- 「かちこみ!ドラゴン・タイガー・ゲート」（龍虎門 Dragon Tiger Gate）(2005)（声のみの出演）
- 「プロジェクトBB」（寶貝計劃 Rob-B-Hood）(2006)
- 「プロテージ/偽りの絆」（門徒 Protégé）(2007)
- 「強奪のトライアングル」（鐵三角 Triangle）(2007)
- 「導火線 FLASH POINT」（導火線 Flash Point）(2007)
- 「パパはゴッドファーザー?!」（CS放映題）（一個好爸爸 Run Papa Run）(2008)
- 「コネクテッド」（保持通話 Connected）(2008)
- 「家有囍事2009 All's Well, Ends Well 2009」(2009)（日本未公開）
- 「盗聴犯〜死のインサイダー取引〜」（竊聽風雲 Overhead）(2009)（2012 夏の香港傑作映画まつりにて上映）
- 「On His Majesty's Secret Service」（大内密探靈靈狗 On His Majesty's Secret Service）(2009)（第2回沖縄国際映画祭にて上映）
- 「アクシデント」（意外 Accident）(2009)

#### 2010年代
- 「花田囍事2010 All's Well Ends Well 2010」(2010)（日本未公開）
- 「トリプルタップ」（鎗王之王 Triple Tap）(2010)
- 「最強囍事 All's Well, Ends Well 2011」(2011)（日本未公開）
- 「単身男女 Don't Go Breaking My Heart」(2011)（2011年大阪アジアン映画祭にて『単身男女』の邦題でワールドプレミア上映、2012東京／長崎・中国映画週間で『独身の行方』の邦題で上映）
- 「開心魔法 Magic to Win」(2011) 特別出演（日本未公開）
- 「倩女幽魂 A Chinese Ghost Story」(2011)（日本未公開）
- 「盗聴犯〜狙われたブローカー〜」（竊聽風雲2 Overhead2）(2011)（2012 夏の香港傑作映画まつりにて上映）
- 「All's Well End's Well 2012/八星抱喜」（八星抱喜 All's Well End's Well 2012）(2012)（第4回沖縄国際映画祭にて上映）
- 「高海抜の恋」（高海拔之戀II Romancing In Thin Air）(2012)（2012大阪アジアン映画祭にて上映）
- 「ドラッグ・ウォー 毒戦」（毒戰 Drug War）(2013)（2013大阪アジアン映画祭にて上映後、一般公開）
- 「インフェルノ 大火災脱出」（逃出生天 Out of Inferno）(2013)
- 「レクイエム 最後の銃弾」（掃毒 White Storm）(2013)
- 「金雞SSS Golden Chicken S」(2013)（日本未公開）
- 「アバディーン」（香港仔 Aberdeen）(2014)（2015大阪アジアン映画祭にて上映）
- 「インターセプション 盗聴戦」（竊聽風雲3 Overheard 3）(2014)(2015夏の香港・中国エンターテイメント映画祭りにて上映)
- 「Zの嵐」（Netflix配信題）（Z風暴 Z Storm）(2014)
- 「単身男女2」（單身男女2 Don't Go Breaking My Heart2）(2014)（2015大阪アジアン映画祭にて上映）
- 「小さな園の大きな奇跡」（五個小孩的校長 Little Big Master）(2015)（アジアフォーカス・福岡国際映画祭2015にて上映後、一般公開）
- 「夜の珍客（中国語版）」（Netflix配信題）（浮華宴 An Inspector Calls）(2015)
- 「恋するパイロット（中国語版）」（Netflix配信題）（衝上雲霄 Triumph in the Skies）(2015)
- 「ドラゴン×マッハ!」（殺破狼2 SPL2）(2015)
- 「ワイルド・シティ」（迷城 Wild City）(2015)(未体験ゾーンの映画たち2017にて上映)
- 「ホワイト・バレット」（三人行 Three）(2016)
- 「封神伝奇 バトル・オブ・ゴッド」（封神传奇 League of Gods）(2016)（アジアンムービーセレクション2017にて上映)
- 「ダブル・サスペクト 疑惑の潜入捜査官（中国語版）」（使徒行者 Line Walker）(2016)（のむコレ（のむらコレクション）にて上映[3])
- 「コール・オブ・ヒーローズ 武勇伝」（危城 Call of Heroes）(2016)
- 「Sの嵐」（Netflix配信題）（S風暴 S Storm）(2016)
- 「シェッド・スキン・パパ」（脫皮爸爸 Shed Skin Papa）(2016)（第29回東京国際映画祭にてワールドプレミア上映）
- 「毒。誡」（毒。誡 Dealer Healer）(2017)（アジアフォーカス・福岡国際映画祭2017にて特別上映[4])
- 「SPL 狼たちの処刑台（中国語版）」（殺破狼·貪狼 Paradox）(2017)
- 「常在你左右 Always Be With You」(2017)（日本未公開）
- 「サンダーストーム 特殊捜査班（中国語版）」（L風暴 L Storm）(2018)
- 「カンフー・モンスター」（武林怪獣）(2018)
- 「眺望良好（中国語版）」（Netflix配信題）（家和萬事驚 A Home with a View）(2019)
- 「P風暴 P Storm」(2019)（日本未公開）
- 「ホワイト・ストーム」（掃毒2天地對決 The White Storm 2 - Drug Lords）(2019)
- 「追龍II：賊王」（追龍II：賊王 Chasing the Dragon II: Wild Wild Bunch）(2019)（日本未公開）
- 「インビジブル・スパイ（中国語版）」（使徒行者2：諜影行動 Line Walker 2: The Invisible Spy）(2019)
- 「犯罪現場」（犯罪現場 A Witness out of the Blue）(2019)

#### 2020年代
- 「ハクション!」（Netflix配信題）（打噴嚏 A Choo）(2020)
- 「總是有愛在隔離」（總是有愛在隔離 All U Need Is Love）(2021)
- 「映画 真・三國無双」（真・三國無雙 Dynasty Warriors）(2021)
- 「金錢帝國：追虎擒龍」（金錢帝國：追虎擒龍 Once Upon A Time In Hong Kong）(2021)
- 「Gの嵐」（Netflix配信題）（G風暴 G Storm）(2021)
- 「アニタ」（梅艷芳 Anita）(2021)（2022大阪アジアン映画祭にて上映）
- 「倚天屠龍記之九陽神功」（倚天屠龍記之九陽神功 New Kung Fu Cult Master 1）(2022)
- 「未来戦記」（Netflix配信題）（明日戰記 Warriors of Future）(2022)
- 「ホワイト・ストーム 世界の涯て（中国語版）」（掃毒3人在天涯 The White Storm 3 - Heaven or Hell） (2023)
- 「暗殺風暴」 (2023)
- 「トワイライト・ウォリアーズ 決戦! 九龍城砦」（九龍城寨之圍城 Twilight of the Warriors: Walled In）(2024)
- 「惡行之外」 (2025予定)
- 「尋秦記」
- 「風林火山」